# PdfTeX
pdfTeX (pdfTeX) は、TeX から派生した組版処理ソフトウェアである。Hàn Thế Thành が開発した。TeX と pdfTeX の一番の違いは、TeX が DVI ファイルを出力するのに対して、pdfTeX が PDF ファイルを直接出力する点である。PDF と密に連携できるため、ハイパーテキストリンクや目次といった機能が使用でき、hyperref のようなパッケージを使える。一方で DVI から PostScript への変換過程で使える PSTricks のようなパッケージとは連携できないが、同様の機能を持つ pdftricks が作られている。
pdfTeX から DVI 出力を得ることも可能である。この DVI 出力は TeX と基本的には同じだが、pdfTeX 独自のマイクロ組版機能が有効になっていると異なった出力となる。さらに、LaTeX や ConTeXt などといったソフトウェアは TeX のための単純なマクロパッケージであるため、pdfTeX とも連携可能である。pdflatex では、標準的な LaTeX マクロを使った文書について pdfTeX プログラムが呼び出されて組版処理が行われる。

## 機能
pdfTeX には以下のような標準の TeX には無い機能がある。なお、日本語は正式にはサポートされていないため、日本語を扱うには工夫が必要となる。
- ネイティブ TrueType と Type 1 フォントの埋め込み
- フォントの幅を調整することによる字間調整などの微細な組版処理
- ハイパーリンク・目次・文書情報といった PDF 固有機能への直接アクセス